# Exacum travancoricum
Exacum travancoricum là một loài thực vật có hoa trong họ Long đởm. Loài này được Bedd. mô tả khoa học đầu tiên năm 1869.